# 山西工业职业技术学院
山西工业职业技术学院（简称大同煤校），是曾位于山西省大同市的一所以工科为主的高等职业技术学院，2006年正式参与合并山西大同大学。

## 历史沿革
学校的前身是大同煤炭工业学校，创办于1950年，与大同市煤矿第一中学同源。
- 1950年中央人民政府燃料工业部煤矿管理总局决定在大同市创办大同矿区职工子弟中学，隶属于华北煤矿管理总局领导[3]。校址设在大同市西部的四老沟。学校分为初职和高工两部。
- 1951年改为大同矿区初级煤矿职业学校，后又更名为大同矿区煤矿职业学校、大同煤矿职业学校。同年，学校迁至新平旺。
- 1952年更名为大同煤矿工业学校。
- 1953年，学校的初职（初中）部分分出，设立“大同煤矿职工子弟初级中学校”，后来发展成为同煤一中。学校的高工部分更名为中央人民政府燃料工业部大同煤矿学校。
- 1955年更名为燃料工业部大同煤矿学校，后又更名为煤炭工业部大同煤矿学校。
- 1957年更名为大同煤矿学校。
- 1958年在大同煤矿学校的基础上组建大同矿业学院，为本科层次。
- 1959年大同矿业学院与山西矿业学院合并，学院的本科学生和部分教师并入太原的山西矿业学院，其中技部仍保留大同煤矿学校校名，留在大同。
- 1960年9月，山西省人民委员会批准，在大同煤矿学校的基础上建立大同煤矿工业专科学校。
- 1961年6月，大同煤矿工业专科学校撤销，学校继续沿用大同煤矿学校校名[4]。
- 1970年5月，山西省煤炭化工局决定大同煤矿学校与大同煤矿技工学校合并，定名为山西省大同煤矿学校。
- 1980年11月，被国家教育部确定为全国重点中专。
- 1984年2月，煤炭工业部决定将大同煤矿学校改称大同煤炭工业学校。
- 1998年，煤炭工业部撤销，学校划归山西省教育厅管理。
- 1999年7月，经教育部批准在大同矿务局职工大学与大同煤炭工业学校基础上建立山西矿业职业技术学院；由于合并过程不顺，2001年2月山西省人民政府决定由大同煤炭工业学校单独组建山西矿业职业技术学院，属专科层次的高等职业学校，主要承担高等职业技术教育任务，适量保留普通中专教育。
- 2002年4月，山西省人民政府晋政函[2002]72号文件，同意山西矿业职业技术学院更名为山西工业职业技术学院；晋政函[2002]75号文件，同意太原理工大学与山西工业职业技术学院联合举办太原理工大学大同学院。并规定“山西工业职业技术学院建制不变”[3]。
- 2006年，山西大同大学正式成立，山西工业职业技术学院正式并入山西大同大学。

## 院系设置
该校设有地采、综采、矿建、机修、电气、机电、机制、计算机、财会、物管、煤化工等专业。